# اچ‌ام‌اس جیپسی (اچ۶۳)
اچ‌ام‌اس جیپسی (اچ۶۳) (به انگلیسی: HMS Gipsy (H63)) یک کشتی بود که طول آن ۳۲۳ فوت (۹۸٫۵ متر) بود. این کشتی در سال ۱۹۳۵ ساخته شد.